# Ndiéyène Sirah
Ndiéyène Sirah ist eine Gemeinde (commune) im Département Thiès der Region Thiès, gelegen im zentralen Westen Senegals. Sie besteht aus dem namensgebenden Hauptort (chef-lieu) sowie weiteren Dörfern (villages) und Weilern (hameaux).

## Geographische Lage
Ndiéyène Sirah liegt im Erdnussbecken Senegals, 30 Kilometer südöstlich der Regional- und Départementspräfektur Thiès und 84 Kilometer östlich von Dakar. Das Gemeindegebiet hat eine Fläche von 114,20 km². Benachbarte Kommunen sind im Uhrzeigersinn Ngoudiane im Westen, Thiénaba, Khombole und Touba Toul im Norden, Ndangalma und Ndondol im Osten und im Süden Fissel.

## Geschichte
Das Dorf Ndiéyène Sirah war seit 1972 Hauptort einer Landgemeinde (communauté rurale). Im Jahr 2014 erhielt Ndiéyène Sirah, wie in Senegal alle communautés rurales, den landesweit einheitlichen Status einer Gemeinde (commune).

## Bevölkerung
Die letzten Volkszählungen ergaben jeweils folgende Einwohnerzahlen:
| Jahr | Einwohner |
| ---- | --------- |
| 2002 | 23.257    |
| 2013 | 30.114    |
| 2023 | 37.295    |

## Verkehr
Der Hauptort Ndiéyène Sirah liegt sechseinhalb Kilometer südöstlich der Stadt Khombole an einer geschotterte Piste, die von der Nationalstraße N 3 nach Süden abzweigt und über Ndiaganiao zum 33 Kilometer entfernten Sandiara weiterführt und dort in die N 1 mündet.